# Augusto Marcaletti
Augusto Marcaletti, né le 2 août 1934 à Ternate et mort le 5 juin 2023,, est un coureur cycliste italien. Il est professionnel de 1961 à 1963.

## Biographie
Il est le seul coureur dans l'histoire du cyclisme à avoir terminé à la fois dernier du Tour d'Italie (en 1961) et du Tour de France (en 1962).

## Palmarès

### Palmarès amateur
- 1958
  - 2e du Circuito Alzanese
  - 3e de Varese-Macugnaga
- 1960
  - Gran Premio Somma

### Palmarès professionnel
- 1961
  - 12e étape du Tour du Portugal
  - 2e du Tour du Portugal

## Résultats sur les grands tours

### Tour de France
1 participation
- 1962 : 94e et lanterne rouge

### Tour d'Italie
2 participations
- 1961 : 92e et dernier
- 1963 : 71e